# Рауль де Гасе
Рауль де Гасе (норманд. Raoul de Gacé; умер в 1051) — нормандский феодал из рода Роллонидов, в 1040—1047 годах опекун будущего короля Англии Вильгельма Завоевателя. Сеньор де Гасе, д’Экуше, де Баван, де Варангебек, де Гравансон и де Нуайон-сюр-Андель. Носил прозвище «Ослиная голова» (Tête d’Ane) (из-за размеров).

## Биография
Рауль был средним сыном архиепископа Руана и графа Эврё Роберта Датчанина и его жены Эрелевы.
После смерти отца (1037 год) Рауль унаследовал сеньорию Гасе и ряд других владений в Нижней Нормандии.
В 1040 или начале 1041 года Рауль организовал убийство Гилберта де Брионна, опекуна малолетнего герцога Вильгельма, и занял его место. Носил звание коннетабля Нормандии.
В 1047 году повзрослевший Вильгельм отстранил Рауля де Гасе от власти, сохранив за ним захваченные в период регентства земли.
Рождённый в браке с Базилией де Флетель сын Рауля Роберт де Гасе умер в 1063 году бездетным, и его владения Вильгельм Завоеватель присоединил к герцогскому домену.